# Misonobashi-dōri
Pour les articles homonymes, voir Misono (homonymie).
Le Misonobashi-dōri (御薗橋通, Misonobashi-dōri) est une importante voie de l'extrême-nord de Kyoto, dans l'arrondissement de Kita. Orientée est-ouest, elle débute au Kamo-kaidō, avant le pont Misono (ja) (御薗橋) et termine au Shichikunishi-dōri. On y trouve la rue commerçante Misonobashi 801 (御薗橋801商店街, Misonobashi Hachimaru'ichi Shōtengai).

## Description

### Situation

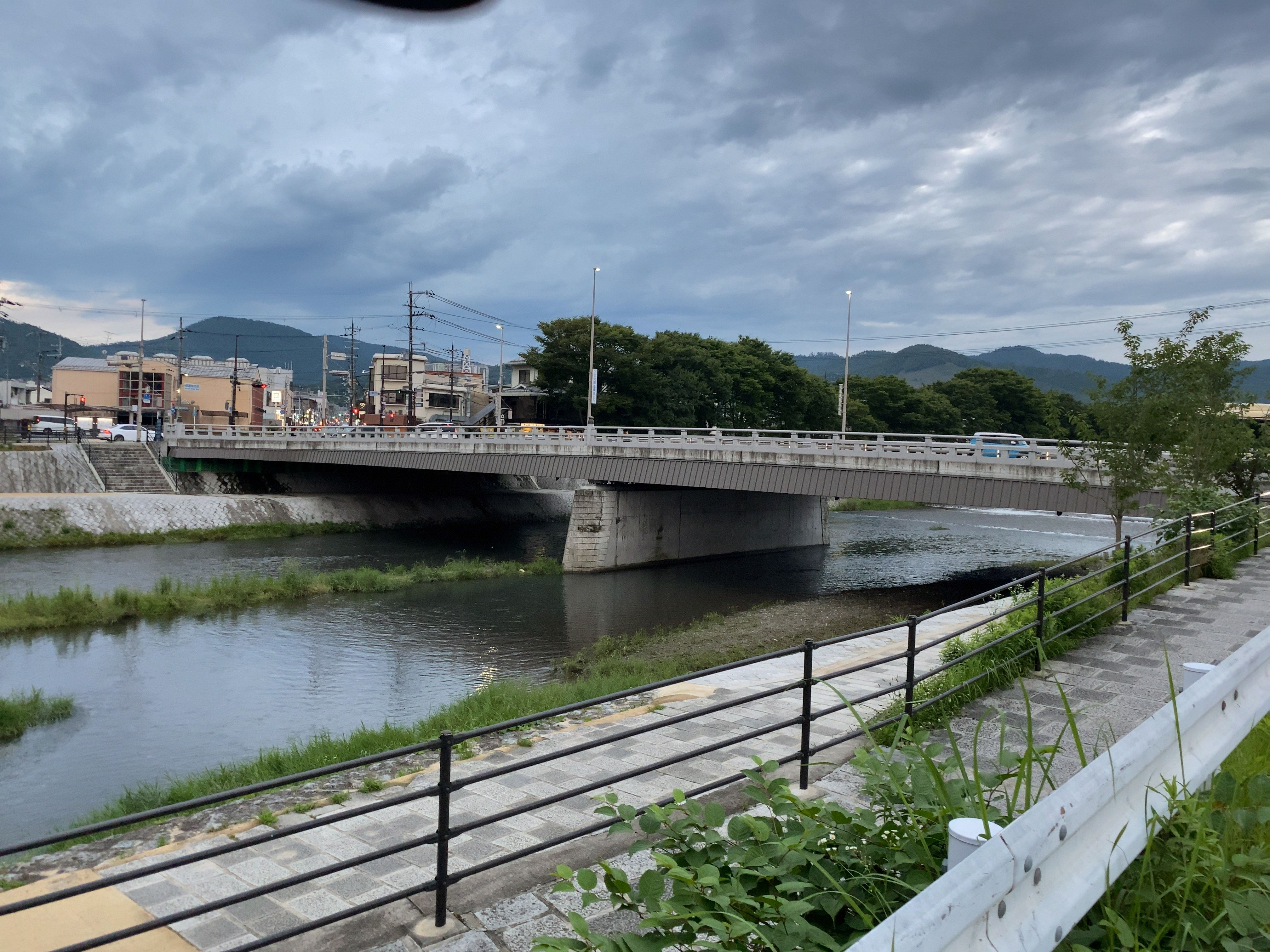
Le pont Misono.

Le Misonobashi-dōri est une rue situé au nord de la section urbaine de l'arrondissement de Kita. Elle commence dans les quartiers de Shichikukamihorikawa-chō (紫竹上堀川町) et d'Ōmiyakaminokishi-chō (大宮上ノ岸町) et termine dans celui de Nishigamoyamanomae-chō (西賀茂山ノ前町), maintenant séparé entre les quartiers Ōmiyakitayamanomae-chō (大宮北山ノ前町) et Ōmiyaminamiyamanomae-chō (大宮南山ノ前町). La rue commence au Kamo-kaidō (加茂街道), à l'est des berges du fleuve Kamo,. À l'est se trouve notamment le pont Misono (ja) (御薗橋), qui permet de franchir le Kamo pour atteindre Kamigamo (ja) (上賀茂) et le sanctuaire éponyme. On y trouve la rue commerçante Misonobashi 801 (御薗橋801商店街, Misonobashi Hachimaru'ichi Shōtengai) sur toute sa longueur, l'une des importantes rues commerçantes au nord de Gen'i-dōri et Kitayama-dōri. Elle termine à Shichikunishi-dōri (紫竹西通),. Elle suit le Takedonokami-dōri (竹殿上通) au sud.
Elle est la rue d'orientation est-ouest la plus au nord de la ville qui porte un nom officiel.
La circulation se fait dans les deux sens, et on trouve des carrefours importants avec Funaokahigashi-dōri et Ōmiya-dōri, marqués par des panneaux de signalisation. La rue fait 900 mètres de long, même si la rue commerçante se vante de faire 800 mètres de long,.

### Voies rencontrées
Liste des voies rencontrées,,. Les voies rencontrées de la droite sont mentionnées par (d), tandis que celles rencontrées de la gauche, par (g). Seules les rues portant un nom sont listées.
1. Kamo-kaidō (加茂街道)[1],[3]
2. (g) Inokuma-dōri (ja) (猪熊通)[1]
3. Ōmiya-dōri (en) (大宮通)[1]
4. Daitokuji-dōri (大徳寺通)
5. (g) Ushiwakahigashi-dōri (牛若東通)
6. Ushiwaka-dōri (牛若通)
7. Funaokahigashi-dōri (船岡東通)[1]
8. Shichikunishi-dōri (紫竹西通)[1],[3]

### Transports en commun

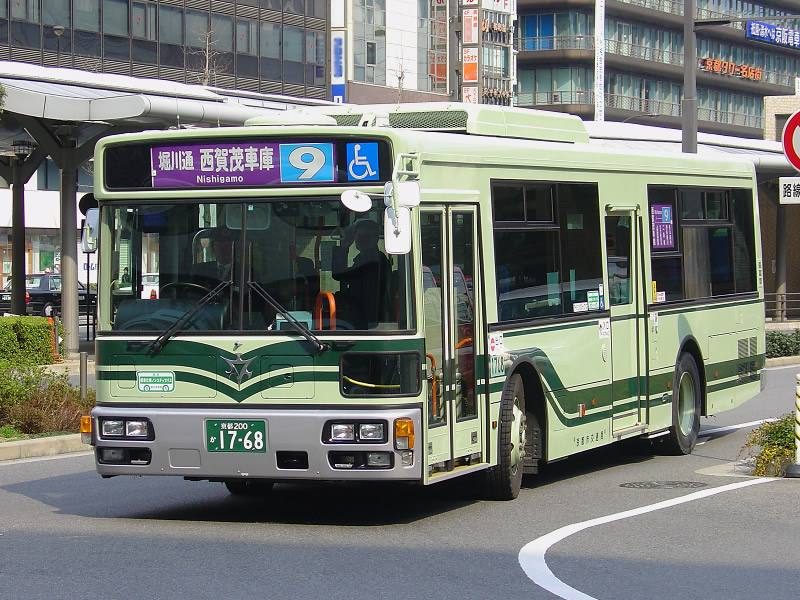
Autobus de la ligne 9 en direction de Nishigamo.

Les bus du réseau d'autobus de Kyoto (ja) passent sur la rue sur toute sa longueur,. Les arrêts sur la rue sont Kamigamo Misono-bashi (上賀茂御薗橋, lignes 9, 37, Nord3), au carrefour avec Kamo-kaidō et le pont Misono, et Ōmiya Tajiri-chō (大宮田尻町, lignes 9, 37), au carrefour avec Daitokuji-dōri,.
D'autres arrêts proches sont Ōmiya Onobori-chō (大宮小野堀町, ligne Spécial 37), au carrefour de Funaokahigashi et Takedonokami, Ōmiya Sōmonguchi-chō (大宮総門口町, lignes 1, 9, 37, Spécial 37), sur Funaokahigashi au nord de Misonobashi, et Yamanomae-chō (山ノ前町, ligne 1), sur Shichikunishi, entre Takedonokami et Misonobashi.

## Odonymie
Le nom est aussi écrit « 御園橋通 ». La rue porte le nom du pont Misono (御薗橋), un important pont qui se trouve à l'extrémité est de la rue. Le pont est le dernier point sur l'itinéraire du festival Aoi (葵祭), reliant le sanctuaire Kamigamo (上賀茂神社) au sanctuaire Shimogamo (下鴨神社), plus au sud. Ainsi, dû à sa relation avec les sanctuaires shinto, « Misono » (御薗) signified « champ aux offrandes ».
La rue commerçante « Misonobashi 801 » (御薗橋801商店街) porte le nom 801 dû à la longueur de la rue, tandis que le chiffre « 1 » de plus est en l'espoir que les choses se développent plus dans le futur.
On y trouve pas de plaques de rue portant le nom « 御薗橋通 », mais les carrefours « Misonobashi-Ōmiya » et « Misonobashi-Funaokahigashi » sont indiqués par des panneaux de signalisation.

## Histoire
La rue n'existait pas au XIXe siècle et apparaît durant l'ère Shōwa (1926-1989),. La région était alors encore agricole et se situait dans les villages d'Ōmiya (大宮村) et de Kamigamo (ja) (上賀茂村), plus tard intégrés dans la ville de Kyoto en 1931,. La rue est créée dans les années 1950, à l'occasion d'un réaménagement urbain de grande échelle commencé en 1935,.
La rue apparaît alors comme une route de gravier, mais a peu à peu été pavée dans les années 1960 et remplie avec de nouveaux quartiers résidentiels. C'est ainsi que la rue est finalement nommée dans les années 1970 par une association de commerçants désireux de préserver le caractère commercial du nouveau secteur.

## Patrimoine et lieux d'intérêt

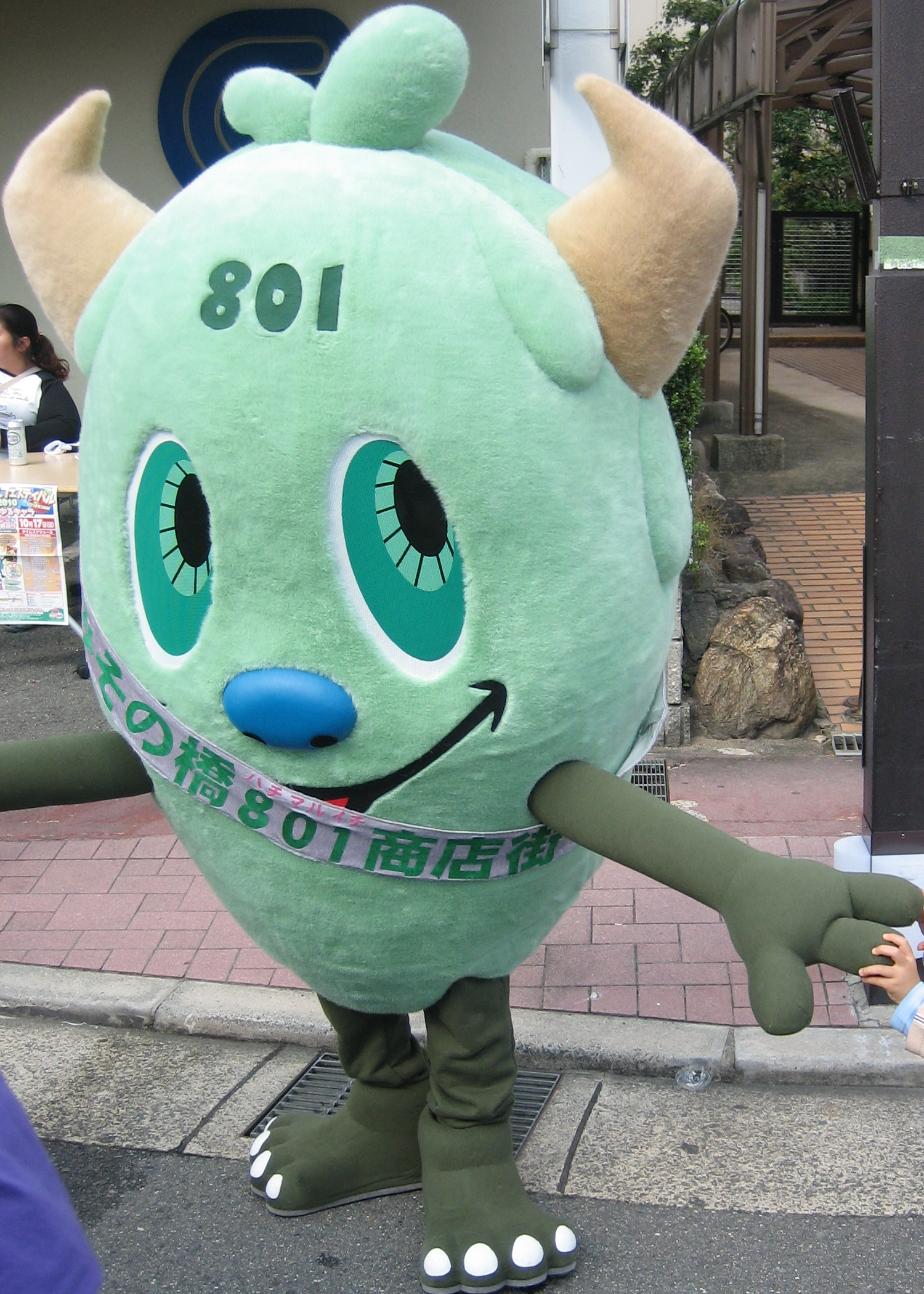
La mascotte 801-chan.

Au début de la rue se trouve le pont Misono, qui rejoint Misonobashi-dōri et Kamo-kaidō à la route préfectorale 61 (ja) (京都府道61号京都京北線). Le pont date d'avant la période Heian (794-1185), et apparaît dans des cartes de 1654, et finit par devenir permanent en 1864,. Emporté par une crue en 1935, il est reconstruit deux ans plus tard, puis reconstruit en 2021 dû à la demande grandissante.
Sur la rue se trouve la rue commerçante Misonobashi, créée dans les années 1970. Il s'agit de la rue commerçante la plus au nord de Kyoto. La rue commerçante est connu pour sa tour de l'horloge et sa mascotte, 801-chan (ja) (801ちゃん), qui prend la forme d'un monstre vert. La mascotte est notamment un personnage important dans le manga Tonari no 801-chan (en).
De l'autre côté du Kamo se trouve l'important sanctuaire Kamigamo-jinja. On trouve aussi au nord de la rue l'école primaire Ōmiya (京都市立大宮小学校).

Quelques lieux d'intérêts
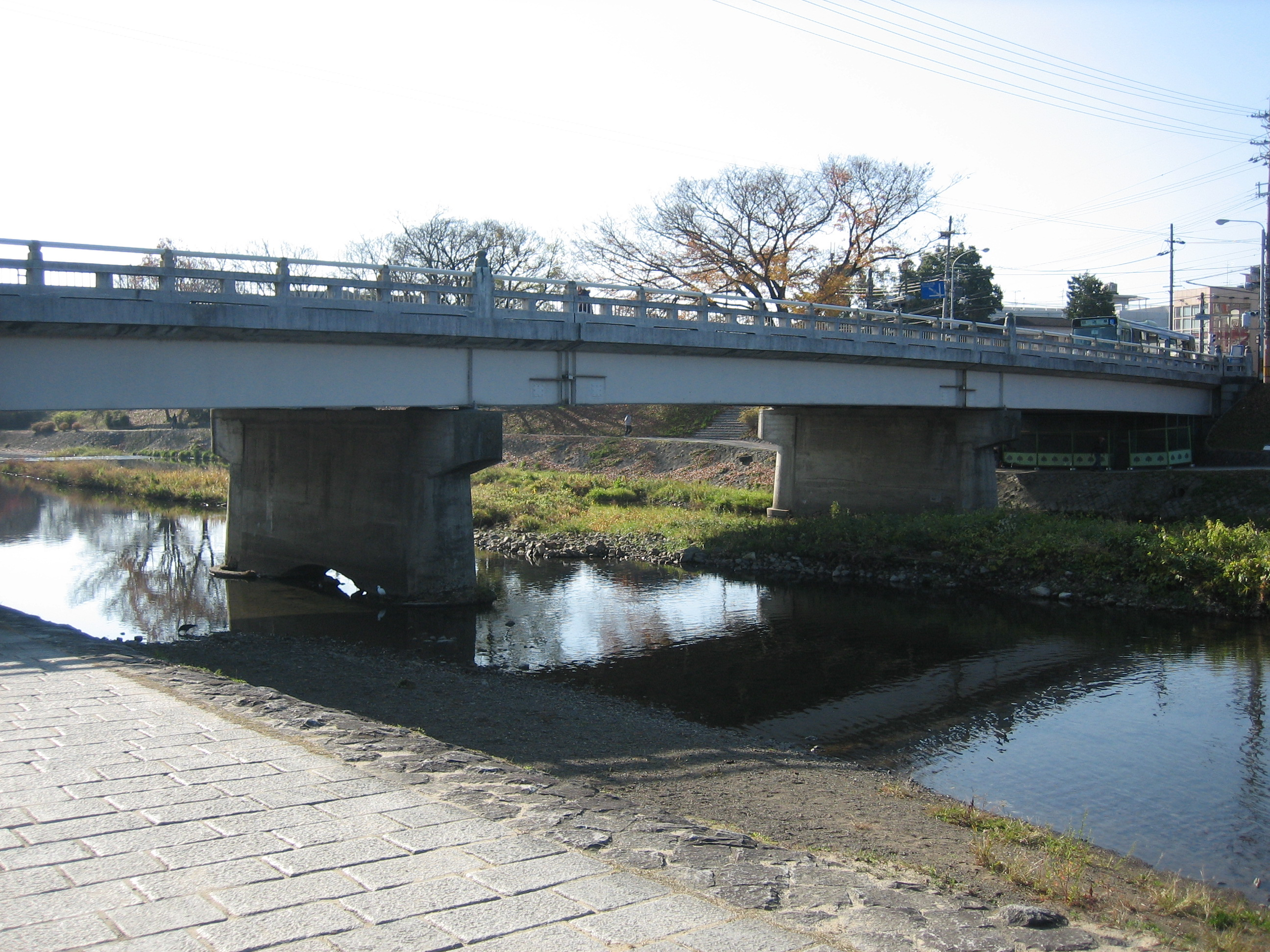
Pont Misono.
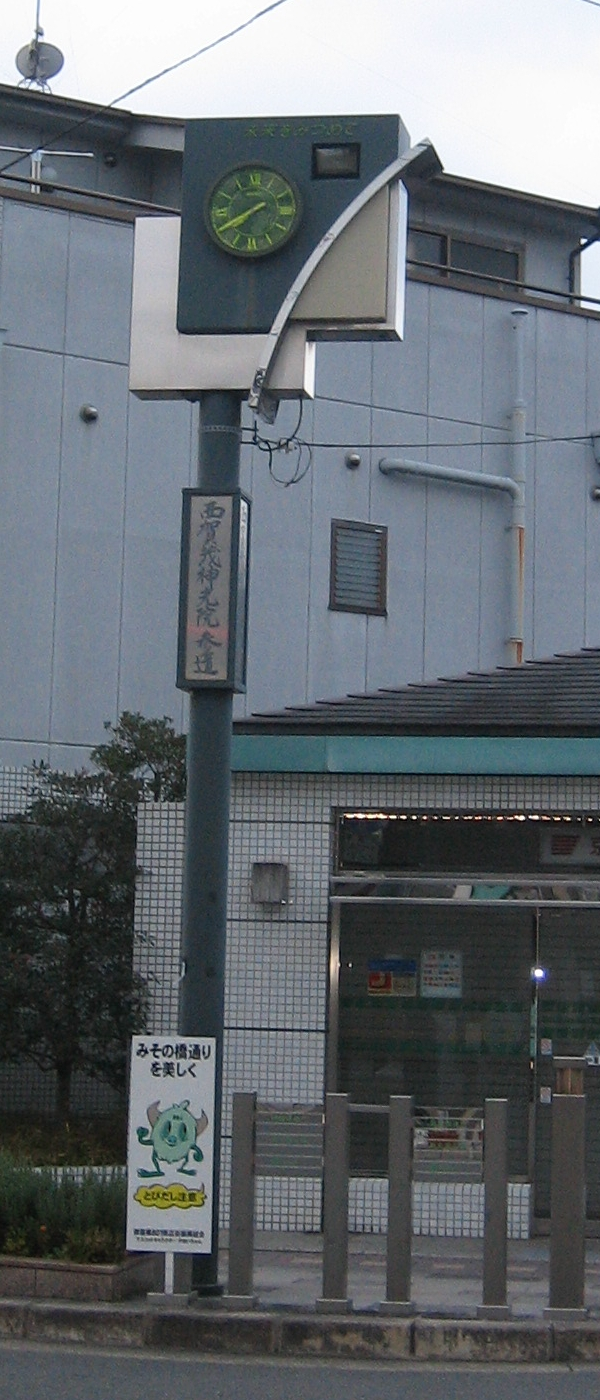
Horloge de la rue commerçante.
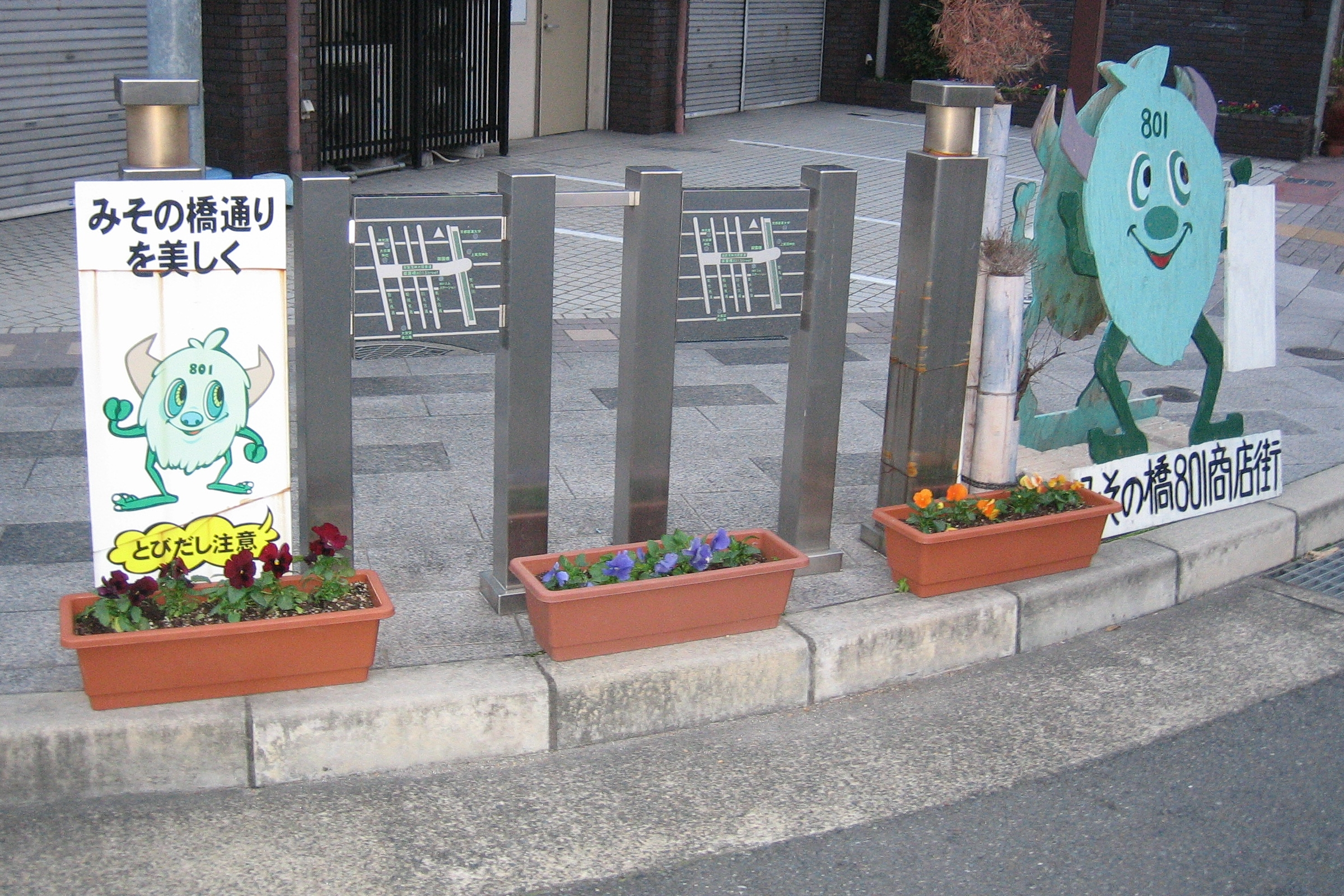
Place publique sur la rue commerçante.